# شهرستان کاشان
شهرستان کاشان یکی از شهرستان‌های اصفهان است.مرکز این شهرستان، شهر کاشان است. شهرستان کاشان دومین شهرستان پرجمعیت استان اصفهان است.

## موقعیت جغرافیایی
شهرستان کاشان از شمال و شمال غربی با شهرستان کهک استان قم، از شرق و شمال شرقی با شهرستان آران و بیدگل، از جنوب با شهرستان نطنز، از جنوب غربی با شهرستان میمه و وزوان و از غرب با شهرستان دلیجان استان مرکزی همسایه است.

## تقسیمات کشوری
شهرستان کاشان دارای ۴ بخش، ۹ دهستان و ۸ شهر به شرح زیر است:

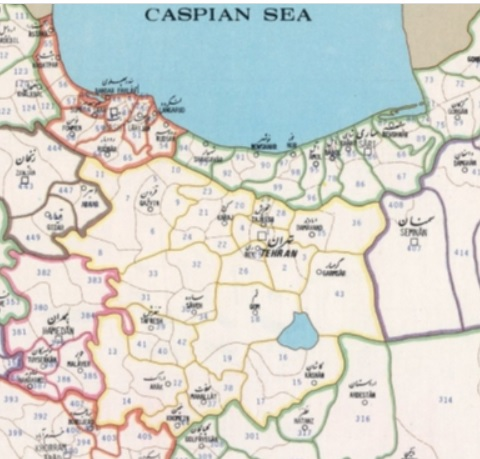
استان مرکزی سابق به مرکزیت تهران که در سال ۱۳۵۶ تجزیه شد. شهرستان امروزی کاشان بخشی از این استان بود. (با استان مرکزی فعلی اشتباه نشود)

### شهرستان کاشان
| بخش   | مرکز بخش | جمعیت بخش ۱۳۹۵ | نام دهستان  | مرکز دهستان | شهر                           | جمعیت شهر ۱۳۹۵                  |
| ----- | -------- | -------------- | ----------- | ----------- | ----------------------------- | ------------------------------- |
| مرکزی | کاشان    | ۳۲۴٬۵۰۱ نفر    | میاندشت     | مشکات       | کاشان راوند مشکات             | ۳۰۴۰۰۰ نفر ۴۷٬۰۰۰ نفر ۵٬۳۵۷ نفر |
| مرکزی | کاشان    | ۳۲۴٬۵۰۱ نفر    | کوهپایه     | استرک       | کاشان راوند مشکات             | ۳۰۴۰۰۰ نفر ۴۷٬۰۰۰ نفر ۵٬۳۵۷ نفر |
| مرکزی | کاشان    | ۳۲۴٬۵۰۱ نفر    | خرم‌دشت      | خرم‌دشت      | کاشان راوند مشکات             | ۳۰۴۰۰۰ نفر ۴۷٬۰۰۰ نفر ۵٬۳۵۷ نفر |
| برزک  | برزک     | ۱۴٬۹۱۰ نفر     | گلاب        | ازوار       | برزک                          | ۴٬۵۸۸ نفر                       |
| برزک  | برزک     | ۱۴٬۹۱۰ نفر     | باباافضل    | مرق         | برزک                          | ۴٬۵۸۸ نفر                       |
| قمصر  | قمصر     | ۱۳٬۲۴۷ نفر     | قهرود       | قهرود       | جوشقان قالی قمصر کامو و چوگان | ۴٬۱۸۱ نفر ۳٬۸۷۷ نفر ۲٬۴۳۴ نفر   |
| قمصر  | قمصر     | ۱۳٬۲۴۷ نفر     | جوشقان قالی | جوشقان قالی | جوشقان قالی قمصر کامو و چوگان | ۴٬۱۸۱ نفر ۳٬۸۷۷ نفر ۲٬۴۳۴ نفر   |
| نیاسر | نیاسر    | ۱۱٬۸۲۱ نفر     | نیاسر       | نیاسر       | نیاسر                         | ۲٬۳۱۹ نفر                       |
| نیاسر | نیاسر    | ۱۱٬۸۲۱ نفر     | کوه دشت     | ارمک        | نیاسر                         | ۲٬۳۱۹ نفر                       |

## جمعیت
جمعیت شهرستان کاشان براساس سرشماری عمومی نفوس و مسکن در سال ۱۳۹۵ برابر با ۳۶۴٬۴۸۲ نفر بوده است.

## آب و هوا
آب و هوای شهرستان کاشان همانند دیگر شهرستان‌های مرکزی کشور بنا بر پستی و بلندی متغیر است. قسمت‌های مرتفع آن در غرب و جنوب کاشان سردسیر است دامنه‌های معتدل و جلگه به خصوص حاشیه کویر در شرق و شمال کاشان گرمسیر می‌باشد. آب روستاهای کوهستانی از چشمه و قنات و آب روستاهای جلگه آن از قنات است و آب اطراف کویر کمی شور می‌باشد.

## رودخانه‌های
در شهرستان کاشان رودخانه مهمی وجود ندارد ولی رودخانخ های فصلی  از شمال غربی به جنوب شرقی جاری هستند که نام برخی از آنها عبارتنداز: رودخانه دهنار، سار، وادقان، کله، اردهال، نابر، قزاآن، قمصر، گپرکن، قهرود، جهق و چند رودخانه دیگر. در میان این رودها تنها قزاآن، نابر، قمصر، قهرود و گپرکن هستند که مختصری آب دایم دارند. هم چنین برخی از معروفترین چشمه‌های کاشان عبارتند از: چشمه سلیمانیه، چشمه نیاسر، چشمه نابر، چشمه جوشقان

## جاذبه‌های گردشگری

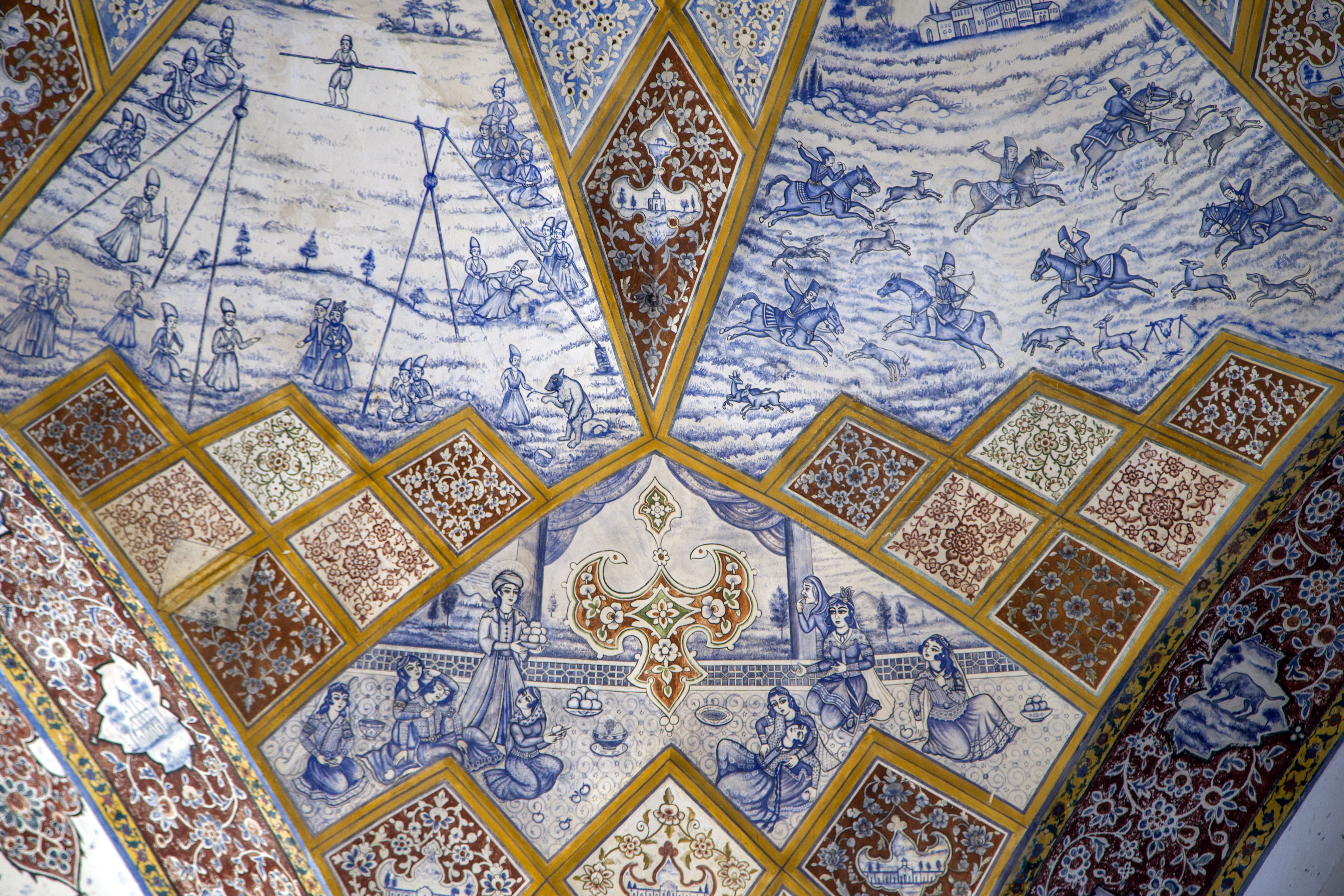
نقاشی‌های تاریخی حمام فین کاشان از جاذبه‌های گردشگری شهرستان کاشان

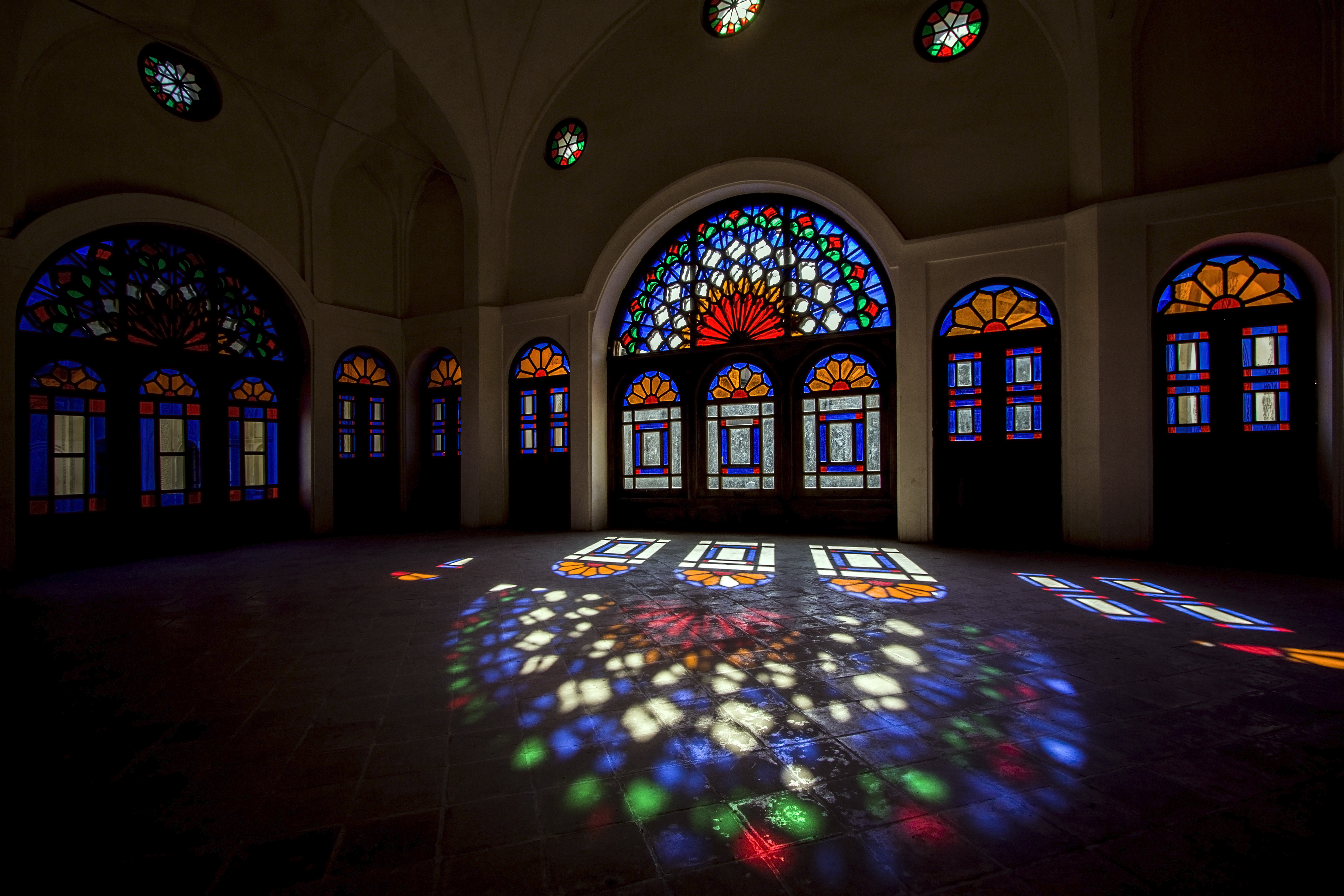
خانه تاریخی طباطبایی‌ها در شهرستان کاشان

شهرستان کاشان دارای مناطق توریستی و تاریخی بسیار می‌باشد که در کلیه فصول پذیرای گردشگران می‌باشد.
باغ معروف و تاریخی فین باغی که از زمان صفویان اقامتگاه خاندان سلطنتی در شهر کاشان بوده، این باغ در انتهای خیابان امیرکبیر و مشرف بر آزادراه کاشان-اصفهان در منطقه مشرف بر کوهستان و خوش آب و هوا شامل باغ بزرگ با درختان سر به فلک کشیده و آب گوارا و هم چنین موزه باغ فین دیدنی می‌باشد. اطراف باغ فین مجتمع‌های پذیرایی و سفره‌خانه‌های سنتی پذیرای مسافران می‌باشند.
تپه تاریخی سیلک در امتداد جاده فین قرار دارد.
تپهٔ تاریخی سیلک متعلق به تمدن کاسیان بوده و بیش از ۷۰۰۰ سال قدمت دارد.
کاشان از دیرباز چهار راه تجاری منطقه بوده، و بنا بر همین دلیل اشراف و تجار بسیاری در این مکان زندگی می‌کردند، یادگار این خاندان‌های نامدار در کاشان خانه‌هایی بوده که روزگاری افراد زیادی در آن به خان آن خدمت می‌کردند و امروزه شده نمایی از تاریخ این شهر… 
ده‌ها خانه که هرکدام بیش از چندین هزار متر عیانی و زیربنا دارند و بیش از صدهای خانهٔ کوچکتر اما با تاریخی غنی در پشت آن که روزگاری خانهٔ اشراف این منطقه بوده. 
از نامورترین خانه‌های کاشان می‌توان به مجموعه خانه‌های تاریخی طباطبایی‌ها، خانه بروجردی‌ها، خانه عباسیان، خانه عامری‌ها (خانهٔ حاکم کاشان)، خانه نقلی، حمام سلطان امیر احمد، حمام خان و … که در محله سلطان میراحمد قرار دارند
و خانه‌های دیگری چون خانه ی وکیل، معمار، منوچهری، خانه تاریخی احسان و… اشاره کرد که در دیگر محله‌ها قرار دارند.
همچنین بازار سنتی و بزرگ کاشان نیز از دیگر جاهای دیدنی کاشان است که از محل‌های دیدنی ان می‌توان به مسجد میرعماد، حمام خان، کاروانسرای بخشی و کاروانسرای امین‌الدوله اشاره کرد. تپه‌های سیلک از دیدنی‌ترین مکان‌های توریستی کاشان است.

## دربارهٔ کاشان
کاشان اولین شهر بزرگ استان و مرکز شهرستان کاشان است. کاشان از جمله شهرهای مرکزی ایران است، و با هنر، تاریخ و معماری چشمگیرش شناخته می‌شود. شهر کاشان به سبب میزبانی از بازمانده‌های تمدن سیلک، یکی از کهن‌ترین و باستانی‌ترین شهرهای ایران تلقی می‌شود.

## تاریخچه کاشان
تمدن و شهرنشینی در کاشان به تمدن سیلک در حوالی ۷ هزار سال پیش بازمی‌گردد. تمدن و سکونت در شهر نیمه بیابانی کاشان در طول هزاران سال ادامه می‌یابد و فراز و فرودهای بسیاری را از سر می‌گذارند. اما همواره جایگاه ویژه کاشان در قلب ایران دارای اهمیت بوده است. همچنین همسایگی با کوه و بیابان به کیفیت زندگی در این شهر افزوده است.

## جاهای دیدنی کاشان
کاشان به عنوان شهری کویری و تاریخی، دارای جاذبه‌های گردشگری ویژه‌ای است. از جمله این جاذبه‌های گردشگری می‌توان به بازار سنتی کاشان، حمام و باغ فین کاشان، خانه بروجردی‌ها، خانه طباطبایی‌ها، خانه عامری‌ها، حمام میراحمد، مسجد آقا بزرگ و تپه سیلک اشاره کرد.

## آیین‌ها و جشن‌های کاشان
شهر کاشان به سبب میزبانی از برخی جشن‌ها و جشنواره‌های مشهور سنتی ایرانی، بین گردشگران بسیار شناخته شده است. مشهورترین این جشنواره‌ها، آیین گلاب‌گیری است. این جشن که در اردیبهشت‌ماه برگزار می‌شود، مراسم گردآوری و آماده‌سازی گل‌های سرخ برای گلاب‌گیری است. دیگر مراسم مشهور این شهر، آیین قالی‌شویان است که در مهرماه هر سال برگزار می‌شود.

## غذاهای کاشان
کاشان دارای مجموعه‌ای از خوراکی‌های خوشمزه است که می‌توانید طعم ویژه و مخصوص این شهر را در آن حس کنید. خوراک‌هایی مانند آبگوشت لوبیا سفید، خورش نخودآله، کوفته آب سماق کاشانی، تاس کباب کاشانی، چلو دیزی، شفته نخودچی و شفته بادمجان از این دست هستند.

## زمان مناسب برای سفر به کاشان
اگر جشن گلاب‌گیری را زیباترین و مشهورترین جشن کاشان بدانیم، اردیبهشت ماه مهم‌ترین زمان برای سفر به این شهر خواهد بود. از دید آب و هوا کاشان به عنوان شهری کویری دارای تابستان‌هایی گرم و زمستان‌هایی سرد و خشک است. از همین رو، بهار و پاییز، بهترین زمان برای سفر به کاشان است.